# Red Sun Cycling Team
Red Sun Cycling Team (UCI код: RSC) — бывшая женская профессиональная команда по велоспорту, базировавшаяся в Нидерландах. Команда впервые зарегистрировалась как женская команда UCI в 2009 году, но в следующем году была расформирована. Велогонщицы команды выступали в женском мировом шоссейном кубке UCI и других элитных женских соревнованиях по всему миру.

## Национальные чемпионы
2009
 Чемпионат Бельгии — групповая гонка, Людивин Анрион
2010
 Чемпионат Швеции — групповая гонка, Эмма Юханссон

## Руководство
В 2009 году менеджером команды был Ян ван Доорн. Хейди ван де Вейвер была представителем команды в UCI и помощником менеджера. В 2010 году она стала единственным директором команды.

## Спонсоры
Основным партнером команды являлась компания Red Sun Gardening Products.
В 2009 году команда участвовала в гонках на велосипедах Ridley.

## Рейтинги UCI
В таблице ниже представлен рейтинг команды по итогам года, а также её лучший гонщик в личном зачёте.
| Мировой рейтинг UCI | Мировой рейтинг UCI | Мировой рейтинг UCI      | Мировой рейтинг UCI |
| Год                 | Командный рейтинг   | Лучший гонщик в рейтинге |                     |
| ------------------- | ------------------- | ------------------------ | ------------------- |
| 2009                | 372-й               | -                        |                     |
| 2010                | 280-й               | -                        |                     |
| 2011                | 136-й               | -                        |                     |
| 2012                | 107-й               | -                        |                     |
| 2013                | 308-й               | -                        |                     |
| 2014                | 205-й               | -                        |                     |
| 2015                | 4-й                 | -                        |                     |
| 2016                | 3-й                 | -                        |                     |
|                     |                     |                          |                     |
| Источник: UCI       |                     |                          |                     |

| Мировой кубок UCI | Мировой кубок UCI | Мировой кубок UCI        | Мировой кубок UCI |
| Год               | Командный рейтинг | Лучший гонщик в рейтинге |                   |
| ----------------- | ----------------- | ------------------------ | ----------------- |
| 2009              | 2-й               | -                        |                   |
| 2010              | 2-й               | -                        |                   |
| 2011              | 3-й               | -                        |                   |
| 2012              | 6-й               | -                        |                   |
| 2013              | 2-й               | -                        |                   |
| 2014              | 2-й               | -                        |                   |
|                   |                   |                          |                   |
| Источник: UCI     |                   |                          |                   |

## Сезоны

### Сезон 2009
| Состав 2009       | Состав 2009      | Состав 2009                        | Состав 2009 |
| Гонщик            | Дата рождения    | Предыдущая команда                 |             |
| ----------------- | ---------------- | ---------------------------------- | ----------- |
| Анне Арнаутс      | 17 октября 1989  |                                    |             |
| Латойя Брюле      | 9 декабря 1988   | AA Drink-Cycling Team (2008)       |             |
| Паулина Бжезна    | 10 сентября 1981 | AA Drink-Cycling Team (2008)       |             |
| Петра Дейкман     | 13 ноября 1979   |                                    |             |
| Максим Хруневеген | 14 июля 1988     | AA Drink-Cycling Team (2008)       |             |
| Людивин Анрион    | 23 января 1984   | AA Drink-Cycling Team (2008)       |             |
| Эмма Юханссон     | 23 сентября 1983 | AA Drink-Cycling Team (2008)       |             |
| Инге Клеп         | 15 июля 1981     | Restore (2007)                     |             |
| Даниэлла Монен    | 9 декабря 1977   |                                    |             |
| Маша Пейненборг   | 30 июня 1981     |                                    |             |
| Моник Ротменсен   | 25 апреля 1986   | Vrienden van het Platteland (2007) |             |
| Элиза ван Хаге    | 6 апреля 1989    | Flexpoint (2008)                   |             |
| Лор Вернер        | 22 февраля 1981  | AA Drink-Cycling Team (2008)       |             |
|                   |                  |                                    |             |
| Источник: UCI     |                  |                                    |             |

| 13 апр | Тур Дренте                          | CDM | Эмма Юханссон  |
| 31 май | Чемпионат Бельгии - групповая гонка | CN  | Людивин Анрион |
| 25 июл | Тур Тюрингии, 5-й этап              | 2.1 | Эмма Юханссон  |

### Сезон 2010
| Состав 2010               | Состав 2010      | Состав 2010                           | Состав 2010 |
| Гонщик                    | Дата рождения    | Предыдущая команда                    |             |
| ------------------------- | ---------------- | ------------------------------------- | ----------- |
| Анне Арнаутс              | 17 октября 1989  |                                       |             |
| Латойя Брюле              | 9 декабря 1988   | AA Drink-Cycling Team (2008)          |             |
| Паулина Бжезна-Бентковска | 10 сентября 1981 | AA Drink-Cycling Team (2008)          |             |
| Петра Дейкман             | 13 ноября 1979   |                                       |             |
| Людивин Анрион            | 23 января 1984   | AA Drink-Cycling Team (2008)          |             |
| Эмма Юханссон             | 23 сентября 1983 | AA Drink-Cycling Team (2008)          |             |
| Инге Клеп                 | 15 июля 1981     | Restore (2007)                        |             |
| Биргит Лаврийссен         | 16 января 1991   |                                       |             |
| Мари Линдберг             | 14 августа 1987  | Equipe Nürnberger Versicherung (2009) |             |
| Маша Пейненборг           | 30 июня 1981     |                                       |             |
| Эмма Сильверсайдс         | 2 октября 1978   | Lotto-Belisol Ladiesteam (2009)       |             |
| Ханна Ферхейхе            | 17 декабря 1988  |                                       |             |
| Лор Вернер                | 22 февраля 1981  | AA Drink-Cycling Team (2008)          |             |
|                           |                  |                                       |             |
| Источник: UCI             |                  |                                       |             |

| 27 фев | Омлоп Хет Ниувсблад                   | 1.2 | Эмма Юханссон |
| 26 июн | Чемпионат Швеции - групповая гонка    | CN  | Эмма Юханссон |
| 28 авг | Трофи д'Ор, генеральная классификация | 2.2 | Эмма Юханссон |